# Fabio Roscioli (Radsportler)
Fabio Roscioli (* 18. Juli 1965 in Grottammare) ist ein ehemaliger italienischer Radrennfahrer. Er war von 1987 bis 2001 Profi.

## Karriere
Roscioli wurde 1987 Profi und bereits 1988 wurde er bei Mailand–San Remo Vierter. 1993 gewann er die 12. Etappe der Tour de France nach einer Alleinfahrt von über 100 km. Im darauffolgenden Jahr gewann er die Drei Tage von De Panne und eine Etappe bei der Tour de Suisse. 1999 konnte er seinen letzten großen Erfolg feiern mit dem Sieg auf der 14. Etappe der Vuelta a España.
Insgesamt nahm Roscioli 15-mal an den großen Landesrundfahrten teil (4× Tour de France / 7× Giro d’Italia / 4× Vuelta a España).

## Erfolge
1993
- eine Etappe Mazda Tour
- eine Etappe Tour de France

1994
- Drei Tage von De Panne
- eine Etappe Tour de Suisse
- eine Etappe Settimana Internazionale

1996
- eine Etappe Mailand–Vignola

1997
- Hofbräu Cup

1999
- eine Etappe Vuelta a Espana
- eine Etappe Asturien-Rundfahrt

## Monumente-des-Radsports-Platzierungen
| Monument                 | 1987 | 1988 | 1989 | 1990 | 1991 | 1992 | 1993 | 1994 | 1995 | 1996 | 1997 | 1998 |
| ------------------------ | ---- | ---- | ---- | ---- | ---- | ---- | ---- | ---- | ---- | ---- | ---- | ---- |
| Mailand–Sanremo          | –    | 4    | 51   | 22   | 40   | –    | –    | –    | 125  | –    | –    | –    |
| Flandern-Rundfahrt       | –    | 45   | 29   | 38   | –    | 109  | 82   | 47   | 43   | 25   |      |      |
| Paris–Roubaix            | –    | –    | 43   | 60   | –    | 67   | –    | –    | –    | –    | 44   | 59   |
| Lüttich–Bastogne–Lüttich | –    | –    | –    | –    | 115  | –    | –    | –    | –    | –    | –    | –    |
| Lombardei-Rundfahrt      | –    | –    | –    | –    | 65   | –    | –    | –    | –    | 23   | –    | –    |